# FATYM
FATYM (označení vzniklo jako zkratkové slovo z farní tým) je společenství katolických kněží, jáhnů a laiků na Znojemsku. Kromě duchovní správy ve svěřených farnostech se věnuje řadě dalších evangelizačních a misijních aktivit s celorepublikovým přesahem – mimo jiné prostřednictví sdružení A. M. I. M. S. provozuje nekomerční vydavatelství, tiskárnu a internetovou televizi.
V současné době existuje FATYM Vranov nad Dyjí (založen v roce 1996) a FATYM Přímětice (založen v roce 1998 s původním názvem FATYM Přímětice-Bítov). 

## Historie
FATYM Vranov nad Dyjí byl založen v roce 1996. Vznikl rozhodnutím brněnského biskupa Vojtěcha Cikrleho. Z počátku se staral o duchovní správu v osmi farnostech (Vranov nad Dyjí, Štítary, Bítov, Chvalatice, Lančov, Starý Petřín, Šafov a Stálky) během dvou následujících let však počet spravovaných farností vzrostl na čtrnáct (během dvou let postupně přibyly farnosti Olbramkostel, Citonice, Mašovice, Horní Břečkov, Lukov a Přímětice) a proto z organizačních důvodů byl v roce 1998 rozčleněn biskupem Vojtěchem Cikrlem na dva týmy: FATYM Vranov nad Dyjí a FATYM Přímětice-Bítov. Počet spravovaných farností potom dále stoupal až na současných přibližně dvacet farností. Oba týmy i nadále spolupracovaly na řade aktivit (adoptovaná farnost v severních Čechách, Tiskový apoštolát FATYMu a sdružení A. M. I. M. S., internetová televize TV-MIS.cz a TV-MIS.com, Duchovní obnovy exercičního typu pro Znojemsko, lidové misie).

## Členové FATYMu
Mimo kněze a jáhny, kteří jsou ustanoveni pro službu ve FATYMu diecézním biskupem, přijímá společenství FATYM i další spolupracovníky.

### Laičtí spolupracovníci
Řada aktivit, kterým se FATYM věnuje, je možná díky vysokému nasazení dobrovolníků, ochotných věnovat nezištně určitou část svého života ve prospěch práce pro církev právě v této oblasti.
Na svém webu FATYM uvádí: 
Členem FATYMu se může stát každý, kdo má opravdový zájem po určitou dobu (zpravidla na jeden až dva roky, ale je možné třeba i na měsíc či dva) se naplno věnovat misijní práci, ať již na Jižní Moravě nebo v Severních Čechách. Kromě plného nasazení pro věc a maximální obětavosti a nezištnosti jiné schopnosti nevyžadujeme (i když je samozřejmě vítáme – naše heslo ve znaku FATYMu je omnia ad Bonum adhibere – všechno použít pro Dobro – pro Boha). Spíše jde o využití toho, co každý dokáže, s tím, že se spoustu věcí postupně naučí. Nemůžeme poskytnout o moc víc než bydlení a stravu, případně přispět na další nejnutnější věci (např. čas od času na dopravu domů).
Činnost FATYMu je z velké části založena na právě spolupráci s laickými spolupracovníky.

### Moderátoři FATYMu
Za vedení (koordinaci) každého z obou farních týmů – FATYMů je zodpovědný moderátor – tj. kněz ustanovený k tomuto úkolu brněnským biskupem.

#### Moderátoři FATYM Vranov nad Dyjí
Pavel Zahradníček (1996–1998)
Marek Dunda (1998–dosud)

#### Moderátoři FATYMu Přímětice
Pavel Zahradníček (1998–2007)
Jindřich Čoupek (2008–dosud)

## Zaměření a heslo FATYMu
Marek Dunda, jeden z kněží, který stál u vzniku FATYMu, charakterizuje jeho zaměření slovy: Především se chceme věnovat tomu, co je důležité a čemu se zatím nikdo nevěnuje – co je opomíjeno.
Heslem FATYMu je Omnia ad Bonum adhibere (latinsky, český překlad: Všechno použít pro Dobro).

## Aktivity FATYMu

### Tiskový apoštolát A. M. I. M. S.
Členové FATYMu jsou zakladateli sdružení A. M. I. M. S. jehož prostřednictvím se věnují tiskovému apoštolátu. Organizace se vyvinula z původně zcela neformální evangelizační aktivity s názvem Tiskový apoštolát FATYMu. Ten se od roku 1997 věnoval vydávání a tisku velmi levných evangelizačních publikací určených pro vnitřní církevní potřebu. V roce 2004 byl Tiskový apoštolát FATYMu přejmenován na A. M. I. M. S. Působení A. M. I. M. S. je celorepublikové a do roku 2004 začal podporovat i podobné aktivity tj. tisk levných křesťanských publikací i na Ukrajině – dodává tiskové stroje (dva do Kyjeva, jeden do Mukačeva).

### Internetová televize TV-MIS
Prostřednictvím sdružení A. M. I. M. S. provozuje FATYM od roku 2005 i on-demand internetovou televizi TV-MIS. TV-MIS.cz je v češtině, existují i pilotní projekty TV-MIS.com v ukrajinštině, ruštině a běloruštině. Koordinátorem celého projektu TV-MIS je Pavel Zahradníček, technickým ředitelem TV-MIS je Radek Svoboda. Jako všichni ostatní pracovníci A. M. I. M. S. vykonávají své funkce jako dobrovolníci – bezplatně.

### Lidové misie
Od roku 1997 se společenství FATYM věnuje také lidovým misiím – již se uskutečnily ve více než 50 farnostech Čech a Moravy (včetně některých měst střední velikosti jako Kroměříž, Žďár nad Sázavou). Kněží FATYMu postupně vyvinuli a ozkoušeli dva modely pro jejich průběhu, které odpovídají současné rozdílné situaci ve farnostech v České republice. První model je určen pro poměrně zbožné farnosti především moravského typu a druhý naopak pro farnosti duchovně mrtvé nebo téměř duchovně mrtvé pohraničního rázu.

### Adoptivní farnost Jeníkov
Od roku 1999 si jihomoravské pohraniční farnosti spravované FATYMem adoptovali mrtvou severočeskou farnost Jeníkov. Duchovním správcem této farnosti je nyní jeden z kněží FATYMu Jan Richter. Jde o pilotní projekt "oživení mrtvé farnosti s pomocí z venku". Několikrát do měsíce přijíždějí kněží FATYMu se spolupracovníky do Jeníkova, pořádají zde bohoslužby, katecheze, přípravy na přijetí svátostí, navštěvují domy… Čtyřikrát do roka se vydává zpravodaj, který se roznáší osobně do každé domácnosti ve všech obcích farnosti Jeníkov. Jednou za rok se pořádá moravská pouť do Jeníkova, rovněž se koná každoroční pěší pouť z Prahy do Jeníkova, konají se pobyty pro děti (dětský tábor), mládež a dospělé z Jeníkova na Jižní Moravu do oblasti farností FATYMu.
Projekt je zamýšlen i jako inspirace pro další farnosti.

### Webový portál fatym.com a internetové knihovny
FATYM prostřednictví sdružení A. M. I. M. S. na svých serverech provozuje internetový portál fatym.com. Mimo aktuálních informací ze života katolické církve na Znojemsku a ve světě nabízí i projekty on-line knihoven a vyhledávač českých křesťanských on-line knih, komiksů a církevních dokumentů Abeceda. Abeceda je křesťansky zaměřený server, který obsahuje i patristická díla (patrologie.fatym.com), která byla až do nedávné doby přístupná mnohdy jen ve francouzštině či němčině, jak uvádí server Lupa.cz, který na tento projekt v roce 2007 upozornil.

### Další aktivity
Mimo to se FATYM věnuje mnoha dalším netradičním aktivitám: prázdninové bohoslužby na Vranovské pláži (na střeše restaurace Štika), duchovní obnovy exercičního typu v Prosiměřicích (cca 8 turnusů ročně pro 15-30 osob), pravidelná celostátní setkání Společenství čistých srdcí ve Vranově (společenství již má více než 1100 členů), kontroverzní pro-life aktivity (umisťování traumatizujících obrazů zobrazující umělý potrat a přirovnávající jej k holokaustu, do veřejného prostoru po celé ČR), společenství pro mládež Soluňáci a Marianky, srpnová pěší pouť na Velehrad nebo festivalu schol Vranovská porta.
Každoročně FATYM pořádá Fatymský ples. V roce 2015 se konal již 16. ročník a to v Šumné.